# پائول الوم
پائول الوم (انگلیسی: Paul Olum؛ زاده ۱۶ اوت ۱۹۱۸ درگذشته ۱۹ ژانویهٔ ۲۰۰۱) یک دانشمند در زمینه توپولوژی اهل آمریکایی‌ها بود.